# Kömlőd
Kömlőd (szlovákul: Kemlíd) község Komárom-Esztergom vármegyében, az Oroszlányi járásban. Hozzá tartozik Parnakpuszta (Parnaková Pusta) is.

## Fekvése
A Vértes hegység lábánál, a Tatai-hegysor (Bársonyos) dombvidékén fekszik. Oroszlánytól 9 kilométerre északnyugatra, Kisbértől 25 kilométerre keletre, Tatától 15 kilométerre délnyugatra, Tatabányától 15 kilométerre nyugatra található.
Központján a Tatabánya-Kisbér közti 8135-ös út halad keresztül, Tatával a 8137-es út köti össze. Nagyparnakpuszta nevű, a központtól távol eső külterületi településrésze a Mór-Kocs közti 8127-es út mellett helyezkedik el.
Autóbusszal a település az 1256-os, 1702-es, 1848-as, 1851-es, 8464-es, 8574-es és 8594-es járatokkal érhető el.

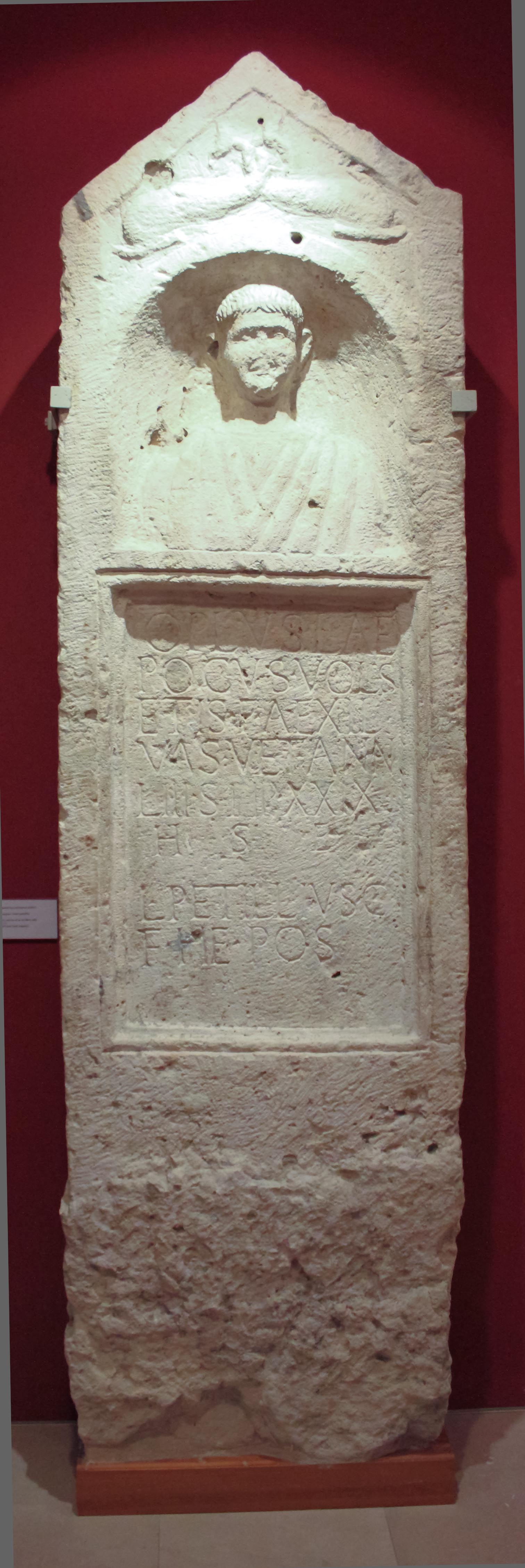
Római sírkő Bottyán-sánc területéről

## Története
A település neve 1439-ben Kemlew, 1446-ban Kemlewd alakban fordul elő. .
Területe részben a gesztesi várhoz tartozott, részben nemesi birtok volt, majd 1526 után török uralom alá került. 1543-ban a vele szomszédos Parnakkal (Pormik) együtt feldúlták. Az 1600-as évektől magyarok lakta református falu. Lakói nagyrészt zsellérek voltak. Birtokosai a Pázmándy, Sárközy, Saffaliczky, Badics, Pálffy, Szemerey, Jókuty, Szabó családok voltak.

A falu gazdagon termő földjein kiváló minőségű gabonát, burgonyát, zöldséget, takarmányt és szőlőt termeltek. Fejlett volt állattenyésztése is, volt hengermalma, szeszgyára, téglaégetője. 1945-ig Komárom vármegye Gesztesi járásához tartozott.

### Parnakpuszta
A tatárjárás után a majki premontrei prépostság filiát hozott itt létre. A parnaki monostor 1294-ben a morvaországi zábdorovicei prépostság függésébe került, de 1320-tól újból függetlenedett tőle.
Parnaki Miklós neve 1327-ben tűnik fel (komáromi nemesek közt tanúskodik Tés ügyében).
Az 1937-es térképen már mint pusztát jelölik. (Parnaki halom, Nagyparnak-puszta)

## Közélete

### Polgármesterei
- 1990–1994: Madari Ferenc (független)[4]
- 1994–1998: Madari Ferenc (független)[5]
- 1998–2002: Madari Ferenc (független)[6]
- 2002–2006: Madari Ferenc (független)[7]
- 2006–2010: Kiss Ferenc (független)[8]
- 2010–2014: Kiss Ferenc (független)[9]
- 2014–2019: Bogáth István (független)[10]
- 2019–2024: Bogáth István (független)[11]
- 2024– : Bogáth István (független)[1]

## Népesség
A település népességének változása:
| Lakosok száma | 1111 | 1109 | 1090 | 1097 | 1085 | 1094 | 1108 |
|               | 2013 | 2014 | 2015 | 2021 | 2022 | 2023 | 2024 |

A 2011-es népszámlálás során a lakosok 80,1%-a magyarnak, 1,2% cigánynak, 1,4% németnek, 0,3% ukránnak mondta magát (19,9% nem nyilatkozott; a kettős identitások miatt a végösszeg nagyobb lehet 100%-nál). A vallási megoszlás a következő volt: római katolikus 20%, református 19,6%, evangélikus 0,7%, görögkatolikus 0,3%, felekezeten kívüli 26,1% (33,2% nem nyilatkozott).
2022-ben a lakosság 87,8%-a vallotta magát magyarnak, 1,3% németnek, 0,2-0,2% ukránnak, örménynek és cigánynak, 0,1-0,1% lengyelnek, görögnek, bolgárnak, horvátnak és románnak, 2,8% egyéb, nem hazai nemzetiségűnek (12% nem nyilatkozott; a kettős identitások miatt a végösszeg nagyobb lehet 100%-nál). Vallásuk szerint 15,4% volt római katolikus, 14,5% református, 0,7% görög katolikus, 0,3% evangélikus, 0,2% egyéb keresztény, 0,6% egyéb katolikus, 22,6% felekezeten kívüli (45,1% nem válaszolt).

## Nevezetességei
- Református templomát 1784-ben építették.
- A szomszédos Parnakon még a múlt században is láthatóak voltak egy régi monostor romjai.
- Hugonnay-kastély
- Perczel-kúria
- Virágh-kúria
- Csánó-kúria

## Híres emberek
- Itt élt Czibor Ferenc református lelkész, pápai tanár és itt hunyt el 1886. március 21-én.
- Itt született 1784-ben Deáky Gedeon református lelkészíró.
- Konkoly Thege Miklós világhírű csillagász a Kömlőd melletti Tagyos-pusztai birtokán épített csillagvizsgálójában végezte tudományos vizsgálatait.
- Itt született 1814. október 22-én Obernyik Károly író, szinműíró.
- Itt született 1760. május 11-én Pálóczi Horváth Ádám költő, polihisztor.
- Itt született és hunyt el Somogyi István (1898-1981) naiv rajzoló, aki élete utolsó két évtizedében foglalkozott rajzolással.[14]
- Itt élt Kosztolányi Enikő írónő, Kosztolányi Dezső rokona.
- 1957-től itt élt és haláláig dolgozott a gyógypedagógiai intézményben Töltéssy Lívia (1926-1976).